# LUCI
Pour les articles homonymes, voir Lucifer (homonymie).
LUCI, anciennement LUCIFER, de son nom complet le Large Binocular Telescope Near-infrared Spectroscopic Utility with Camera and Integral Field Unit for Extragalactic Research, soit en français « Installation spectroscopique proche infrarouge du Grand Télescope binoculaire avec caméra et unité de champ intégral (IFU) pour la recherche extragalactique », est un instrument d'astronomie installé sur le Grand Télescope binoculaire (LBT). L'ensemble fait partie de l'Observatoire international du Mont Graham, construit en 1989. Il est situé sur le mont Graham, dans le sud-est de l'Arizona, aux États-Unis.

## Généralités
LUCI est un spectrographe imageur travaillant en infrarouge, permettant (i) d'enregistrer des images d'un champ céleste, ou (ii) des spectres à fente d'un échantillon d'objets de ce champ, ou (iii) des spectres adjacent d'une petite région. Il s'apparente donc à VIMOS qui équipe le Très Grand Téléscope de l'ESO. Le concept et le design de cet instrument avait été présenté en 2003 dans une article publié dans la revue scientifique SPIE. Deux copies identiques, LUCI1 et LUCI2 ont été construites pour équiper chacune des deux unités du LBT. LUCI1 a reçu sa première lumière en 2008, et LUCI2 en 2012.
LUCI est un instrument versatile qui combine un grand champ de vision avec la très haute résolution. Il est utilisé pour des observations Galactiques ou extra-galactiques.

Richard Green, directeur du Télescope Lucifer et  professeur d’astronomie à l’Observatoire Steward de l’Université de l’Arizona déclare : « Avec la très grande puissance de collecte de la lumière du télescope, les astronomes sont maintenant en mesure de recueillir les empreintes spectrales des objets les plus minuscules et les plus éloignés de l’Univers ».

## Caractéristiques techniques
LUCI opère dans la bande spectrale de 0,9 à 2,5 µm. La caméra de 4 mégapixels (2 048 × 2 048) Hawaii IIRG au tellurure de mercure-cadmium de Teledyne couvre un champ de vue de 4 × 4 minutes d'arc (en imagerie directe). L'instrument offre trois modes de fonctionnement : l'imagerie directe, la spectroscopie à longue fente et la spectroscopie multi-objets. Ce dernier mode est conçu pour être couplé au dispositif d'optique active du télescope (miroir secondaire déformable) et ainsi atteindre la résolution spatiale maximale, limitée par la diffraction. Les trois modes ont des ouvertures numériques respectives de 1,9, 3,75 et 30 et fournissent des images de 0,25, 0,12 et 0,015 seconde d'arc par pixel. LUCI opère à des températures cryogéniques et est enfermé dans un cryostat de 1,6 mètre de diamètre et 1,6 mètre de hauteur. Sa température est abaissée à -200 °C par deux refroidisseurs en cycle fermé.
LUCI est équipé de cinq filtres à bande large (z, J, H, K, Ks), de 12 filtres à bande moyenne ou étroite et de trois réseaux de diffraction différents à haute résolution. Dix masques fixes et jusqu’à 22 masques interchangeables peuvent être utilisés pour les modes spectroscopie multi-objets et à longue fente (système MOS).

## Conception
Les instruments ont été construits par un consortium de cinq institutions allemandes dirigées par le Centre d'astronomie de l'université de Heidelberg, en collaboration avec l'Institut Max-Planck d'astronomie de Heidelberg, l'Institut Max-Planck de physique extraterrestre de Garching, l'Institut d'astronomie de l'université de la Ruhr à Bochum et l'Université de sciences appliquées de Mannheim.
LUCI résulte d'une collaboration entre la communauté astronomique italienne (Institut national d'astrophysique), l'université de l'Arizona, l'université d'État de l'Arizona, l'université du Nord de l'Arizona, le LBT Beteiligungsgesellschaft allemand (Institut Max-Planck d'astronomie de Heidelberg, Centre d'astronomie de l'Université de Heidelberg, Institut Leibniz d'astrophysique de Potsdam, Institut Max-Planck de physique extraterrestre de Munich et Institut Max-Planck de radioastronomie de Bonn), l'université d'État de l'Ohio et un groupement de recherche (l'université d'État de l'Ohio, l'université Notre-Dame, l'université du Minnesota et l'université de Virginie).

## Origine et évolution du nom
Peu d'éléments donnent l'origine du nom de l'instrument. Selon un porte-parole de l'université de l'Arizona, le nom de Lucifer signifie « porteur de lumière »[réf. nécessaire]. À l'origine, c'est l'un des noms que les Romains donnaient à l'« étoile du matin », autrement dit la planète Vénus.
Lorsque l'installation des LUCIFER (ancien nom de LUCI) a été annoncé à la presse en 2010, certains médias se sont amusés du choix de ce nom par l'Université d'Arizona qui partage l'Observatoire du Mont Graham avec le Vatican qui y opère le télescope VATT,,. Cela a suscité des théories du complot : des vidéos ont été publiées sur internet, voulant conforter les théories sur les sectes sataniques au sein du Vatican[réf. nécessaire].
Depuis 2011, LUCIFER est officiellement renommé LUCI, suite à un règlement judiciaire dans un procès entre le LBT et divers groupes d'intérêt de la réserve forestière du Mont Graham[pourquoi ?]. L'article dans la revue scientifique SPIE dressant en 2012 le bilan des deux premières années d'exploitation est ainsi intitulé LUCI in the sky [...].

## Galerie

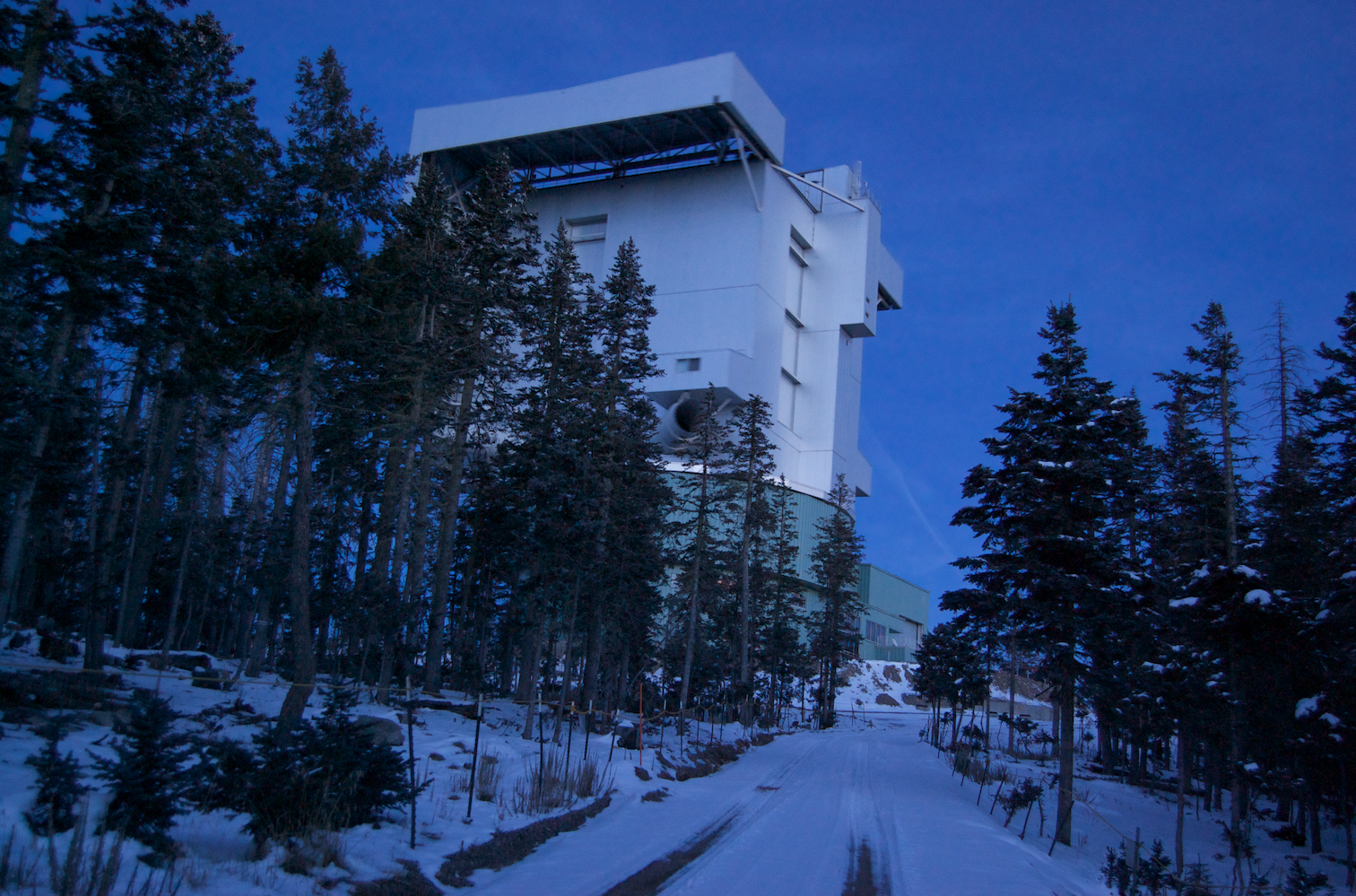
Le LBT à la tombée de la nuit au 26 novembre 2007 après une rotation azimutale.
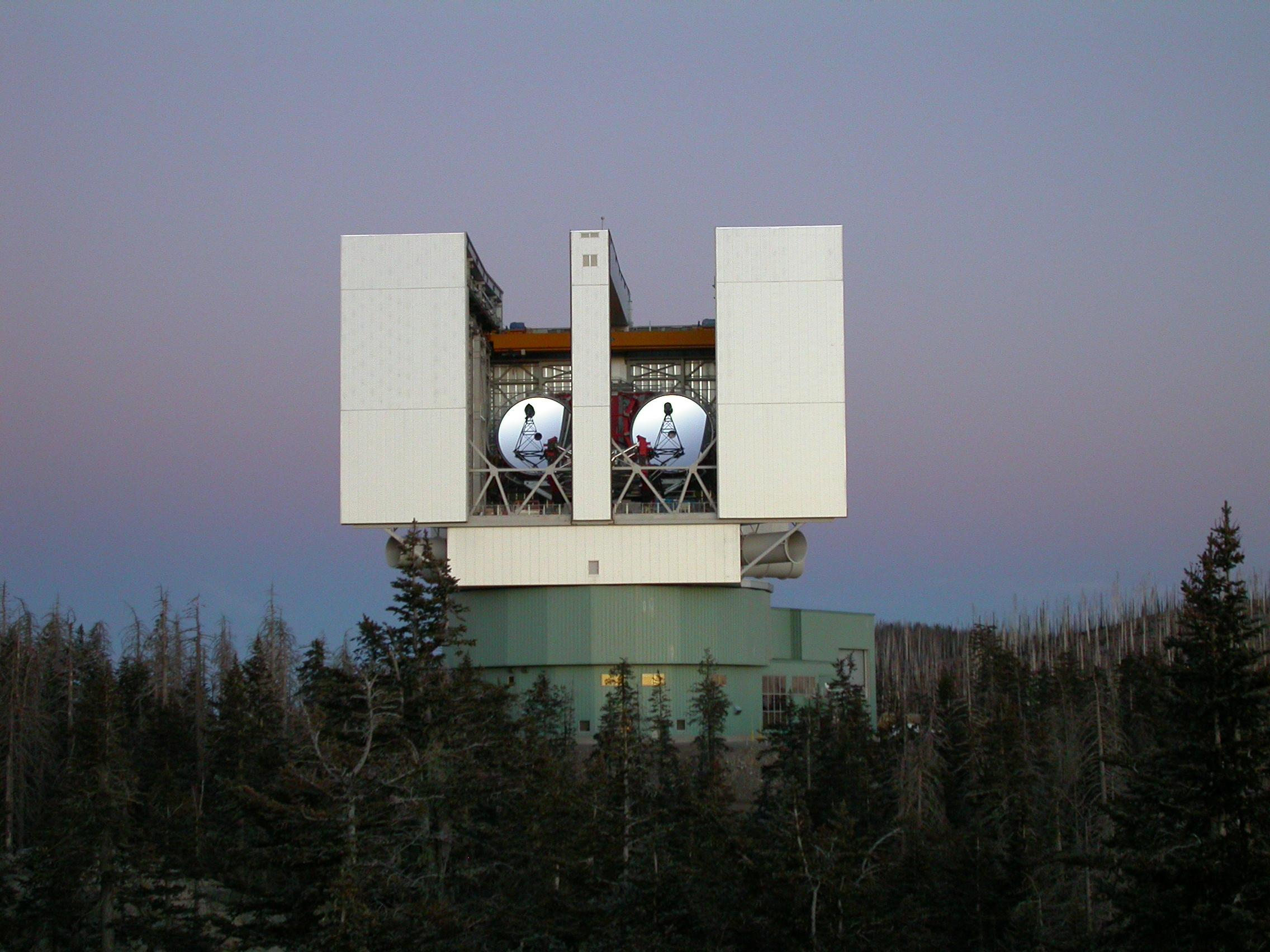
Le LBT en mode fonctionnement
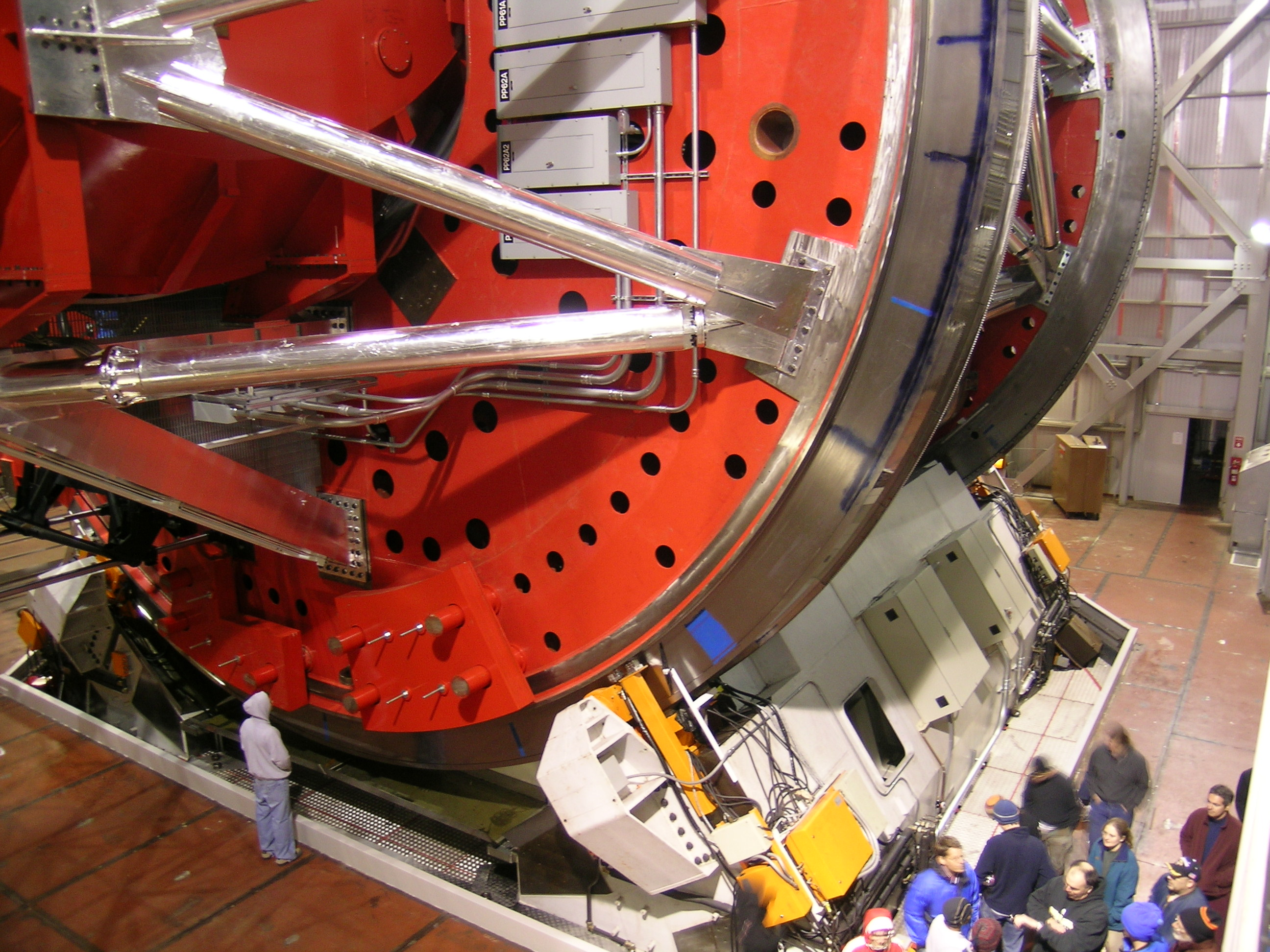
Prise de vue avec des personnes pour avoir une idée des dimensions.
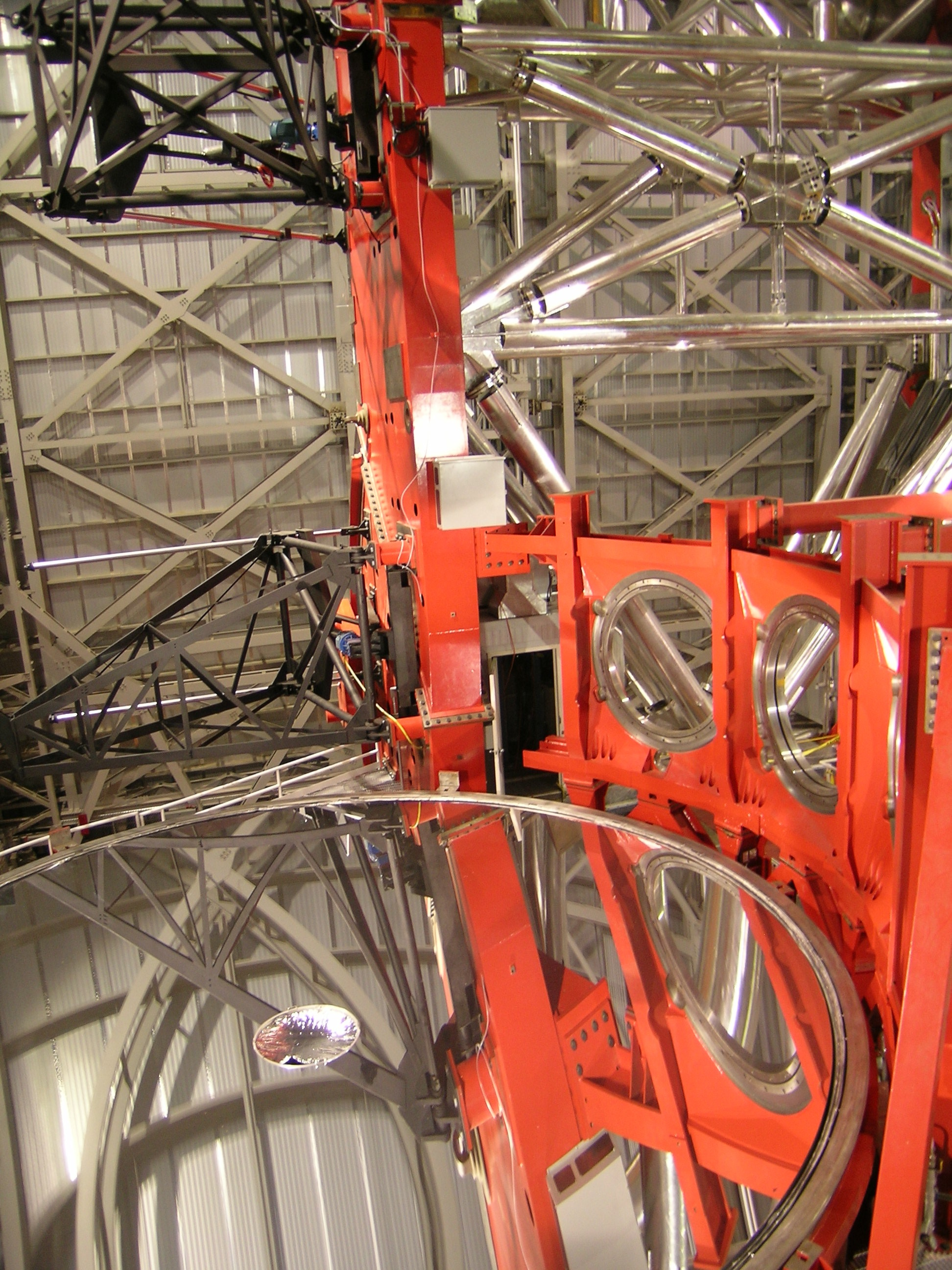
L'un des deux miroirs primaires du LBT.